# Tweede Lateraans Concilie
Het Tweede Lateraans Concilie (1139) te Rome werd samengeroepen door paus Innocentius II. Bernardus van Clairvaux en meer dan duizend bisschoppen namen eraan deel. 
Het doel van dit concilie was een einde te maken aan het schisma dat was ontstaan door de verkiezing van de inmiddels overleden Anacletus II en zijn opvolger Victor IV als tegenpaus. Innocentius had eerder al toegezegd Victor en zijn aanhangers hun kerkelijke ambten te laten behouden wanneer zij hem trouw zouden zweren. Hoewel Victor en zijn volgelingen op 29 mei 1138 aan die voorwaarde hadden voldaan, kwam Innocentius op het concilie zijn toezegging niet na en onthief hij Victor en zijn aanhangers uit hun ambten. Dit kwam hem op felle kritiek te staan van Bernard van Clairvaux.
Verder werden op het Tweede Lateraans Concilie regels in verband met kerkelijke orde en tucht opgesteld. Gehuwden mochten niet gewijd worden tot subdiaken en mochten ook niet toegelaten worden tot de hogere wijdingen. Wie gewijd was, mocht niet meer huwen.